# Pontischer Seidelbast
Der Pontische Seidelbast (Daphne pontica) ist eine Pflanzenart aus der Gattung Seidelbast (Daphne) und gehört zur Familie der Seidelbastgewächse (Thymelaeaceae). Er ist in der südlichen Schwarzmeerregion – von Bulgarien bis ins westliche Kaukasusgebiet – und im Norden des Iran heimisch.

## Beschreibung

### Vegetative Merkmale
Der Pontische Seidelbast ist ein aufrecht wachsender, spärlich verzweigter immergrüner Strauch, der Wuchshöhen von 40 bis 100 cm erreicht. Beblätterte junge Zweige sind grün und kahl, ältere Zweigabschnitte bekommen eine rötlich-braune Rinde und verlieren die Blätter. Die wechselständig angeordneten, an den Zweigenden gedrängten, einfachen und ungeteilten Blätter sind fast ungestielt. Die Blattspreiten sind kahl, verkehrteiförmig, elliptisch oder länglich elliptisch, (2,5–)3–8(–9,5) cm lang und (1–)1,5–3(–4,5) cm breit. Sie sind zum Grund hin verschmälert und vorne spitz oder seltener auch stumpf. Bei Pflanzen der typischen Unterart sind die Blattspreiten ledrig, bei der kaukasischen Unterart subsp. haematocarpa (= Daphne albowiana) in der Regel dünn, nicht ledrig.

### Generative Merkmale
Die (1–)2–2,5(–4) cm lang gestielten, meist zweiblütigen Blütenstände stehen in den Achseln von kleineren Tragblättern im unteren Teil der diesjährigen Triebe. Die Blüten sind in der Regel 3–8 mm lang gestielt, bei subsp. haematocarpa aber nur 2–3 mm lang. Ihre Tragblätter bleiben unentwickelt.
Die zwittrigen, vierzähligen Blüten sind gelblich-grün und duften schwach. Die kahle Blütenröhre ist bei typischen Formen 7–10 mm lang und ungefähr so lang wie die zurückgekrümmten Blütenzipfel. Diese schmal lanzettlichen, spitzen Perigonzipfel sind geringfügig verschieden groß und (5–)8–10 mm lang. Bei subsp. haematocarpa ist die Blütenröhre 10–12 mm lang, die Perigonzipfel sind deutlicher unterschiedlich, die längeren 8–10 mm, die kürzeren 5–6 mm lang. Die acht Staubblätter sind in zwei Kreisen an ihrem oberen Ende in die Blütenröhre eingefügt. Der oberständige, in der Blütenröhre verborgene, einfächerige Fruchtknoten ist kahl. An seinem Grund befindet sich ein 0,25 mm hoher ringförmiger Diskus. Die kopfige Narbe sitzt auf einem 0,25–0,5 mm langen Griffel.

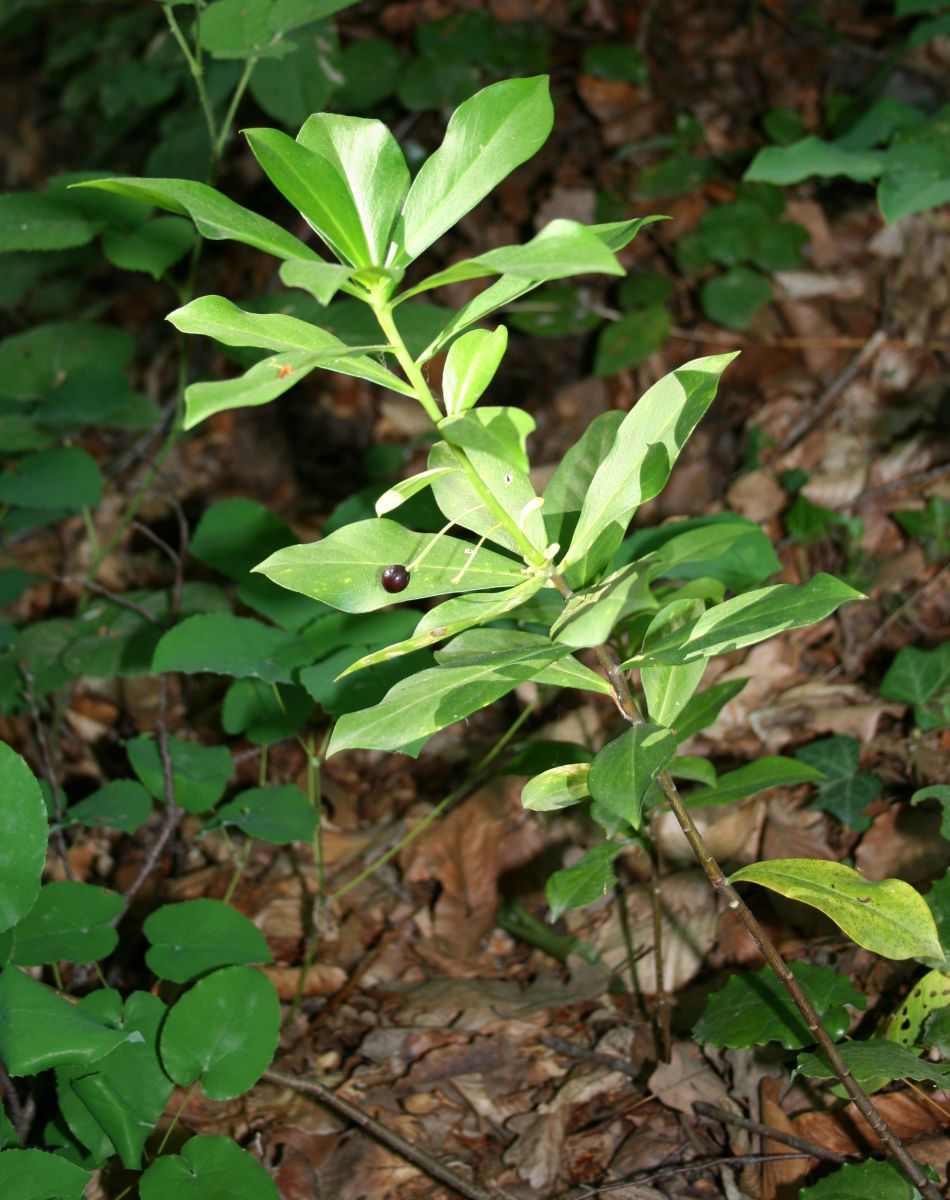
Pontischer Seidelbast, fruchtende Pflanze

Die einsamigen Steinfrüchte sitzen auf nickenden Fruchtstielen, sind kahl, eiförmig bis fast kugelig und haben 7–8 mm im Durchmesser. Sie sind bei der typischen Unterart in reifem Zustand schwarz, bei subsp. haematocarpa leuchtend rot. Der Steinkern ist birnförmig.
Die Pflanze blüht von März bis August.

### Chromosomen
Der Pontische Seidelbast hat einen diploiden Chromosomensatz mit 2n = 18.

## Verbreitung und Lebensraum
Das Hauptverbreitungsgebiet des Pontischen Seidelbasts ist die südliche pontische Region, also die südliche Umrahmung des Schwarzen Meeres vom südöstlichen Bulgarien über die nördliche Türkei bis nach Georgien. Außerdem kommt die Art auch im Norden des Iran vor. Die Unterart subsp. haematocarpa (=Daphne albowiana) ist auf das westliche Kaukasusgebiet beschränkt, wo sie sowohl in Georgien als auch im russischen Anteil des Gebirges wächst.
Der Pontische Seidelbast ist über eine beträchtliche Höhenspanne von Meeresniveau bis auf 2200 m Seehöhe verbreitet. In Georgien wächst die typische Unterart in den tieferen Lagen bis auf etwa 1000 m Seehöhe, während subsp. haematocarpa höhere Gebirgslagen zwischen 1800 und 2200 m besiedelt. Letztere Unterart kommt an der russischen Nordabdachung des Westkaukasus aber auch in tieferen Lagen in 400–800 m Seehöhe vor.
Der Pontische Seidelbast wächst vor allem an Waldrändern, insbesondere im Bereich von Tannen-Buchen-Wäldern. Er besiedelt aber auch Buschland mit Rhododendron und Hasel sowie Felshänge aus magmatischem Gestein oder Kalk. In den Hochlagen findet man die Art auch in beweidetem Gelände.

## Taxonomie und Systematik
Die Art wurde 1753 durch Carl von Linné in seinem grundlegenden Werk Species Plantarum beschrieben. Als Lektotypus wurde eine Abbildung von Joseph Pitton de Tournefort festgelegt, die Linné zitiert hatte.
Populationen aus dem westlichen Kaukasusgebiet werden von manchen Autoren als eigene Art Daphne albowiana Woronow ex Pobed. unterschieden. Neuere Quellen behandeln diese Pflanzen aber meist unter dem Namen Daphne pontica subsp. haematocarpa Woronow als Unterart des Pontischen Seidelbasts. Diese Sippe unterscheidet sich vor allem durch kürzere, nur 2–3 mm lange Blütenstiele und durch im reifen Zustand leuchtend rote Früchte.
Innerhalb der Gattung Seidelbast (Daphne) wird der Pontische Seidelbast durchgängig in die nähere Verwandtschaft des Lorbeer-Seidelbasts (Daphne laureola) gestellt, beispielsweise in der Flora of the U.S.S.R. zusammen mit diesem in die Sektion Laureola Meisn., die weiters auch noch die kaukasische Art Daphne glomerata umfasst. In jüngerer Zeit hat der tschechische Botaniker Josef Jakob Halda den Pontischen Seidelbast zusammen mit Daphne albowiana in eine eigene Sektion Pontica Halda gestellt und diese in die Untergattung Pseudolaurus Halda mit der Typusart Daphne laureola eingeordnet. Diese Untergattung entspricht im Umfang ungefähr der Sektion Laureola Meisn.

## Etymologie
Das Artepitheton pontica und der deutschsprachige Name beziehen sich auf die antike Landschaft Pontos an der Südküste des Schwarzen Meeres, wo der Schwerpunkt der Verbreitung der Art liegt. Der Name der Unterart haematocarpa leitet sich von den altgriechischen Wörtern αἷμα (haîma, dt. Blut) und καρπός (karpós, dt. Frucht) ab und bedeutet sinngemäß (blut)rotfrüchtig. Der Gattungsname Daphne ist vom lateinischen daphne beziehungsweise dem altgriechischen δάφνη (dáphnē) abgeleitet. Beides bezog sich ursprünglich auf den Lorbeerbaum (Laurus nobilis).

## Nutzung
Der Pontische Seidelbast wird selten als Zierpflanze für Gehölzgruppen genutzt. Er ist seit spätestens 1752 in Kultur.